# Osuna
Osuna é um município da Espanha na província de Sevilha, comunidade autónoma da Andaluzia, de área 592 km² com população de 17698 habitantes (2007) e densidade populacional de 29,26 hab/km².
Era conhecida como Urso durante o período romano. E foram aqui descobertos vestígios cartagineses.

## Demografia
| Variação demográfica do município entre 1991 e 2004 | Variação demográfica do município entre 1991 e 2004 | Variação demográfica do município entre 1991 e 2004 | Variação demográfica do município entre 1991 e 2004 |
| --------------------------------------------------- | --------------------------------------------------- | --------------------------------------------------- | --------------------------------------------------- |
| 1991                                                | 1996                                                | 2001                                                | 2004                                                |
| 16791                                               | 17212                                               | 16848                                               | 17345                                               |